# Anna Campori
Anna Campori (ur. 22 września 1917 w Rzymie, zm. 19 stycznia 2018 tamże) – włoska aktorka filmowa, teatralna i telewizyjna.

## Filmografia
- 1951: Una Bruna indiavolata jako pani Cartoni
- 1955: Il Coraggio
- 1958: Totò, Peppino e le fanatiche
- 1958: Susanna tutta panna jako matka Susanny
- 1958: Wenecja, księżyc i ty jako Claudia
- 1959: Ach, ten łobuz jako Dora Pezzella
- 1961: Sua Eccellenza si fermò a mangiare jako żona oberżysty
- 2003: The Accidental Detective jako Gegia

## Życie prywatne
W 1937 poślubiła aktora Pietro de Vico, który zmarł w 1999. We wrześniu 2017 skończyła 100 lat. Zmarła 19 stycznia 2018 w wieku 100 lat.